# Anomalia Maya-Hegglina
Anomalia Maya-Hegglina (ang. May-Hegglin anomaly) – rzadka anomalia genetyczna, objawiająca się małopłytkowością, płytkami olbrzymimi i ciałkami Döhle'a w granulocytach. Choroba spowodowana jest mutacją w genie MYH9 w locus 22q12–13 kodującym niemięśniowy łańcuch ciężki miozyny-9. Mutacje w tym samym genie powodują zespół Sebastiana i zespół Fechtnera, są to zatem schorzenia alleliczne. Klasyczne jej opisy przedstawili May w 1909 i Hegglin w 1945 roku, stąd nazwa.